# Ibn al-Àixath
Abd-ar-Rahman ibn Muhàmmad ibn al-Àixath al-Kindí (àrab: عبد الرحمن بن محمد بن الأشعث الكندي, ʿAbd ar-Raḥmān b. Muḥammad b. al-Axʿaṯ al-Kindī), més conegut senzillament com a Ibn al-Àixath (?, segle vii - Aracòsia, 704), fou un general omeia descendent d'una família noble dels kinda d'Hadramaut, net d'al-Àixath i fill de Muhàmmad ibn al-Àixath, un personatge notable però de segon nivell.

## Biografia
Abd-ar-Rahman ibn Muhammad va participar en l'activitat política del seu pare. Durant la Segona fitna, el 686 va combatre al costat de Mússab ibn az-Zubayr a la batalla d'Harura contra l'aventurer xiïta Al-Mukhtar ibn Abi-Ubayd ath-Thaqafí, i va instigar a Mússab a matar els presoners sembla que per venjar al seu pare. L'octubre del 691 el califa Abd-al-Màlik ibn Marwan (685–705) va derrotar i matar Mússab a la batalla de Dayr al-Jathalik. Va passar llavors al servei del califa Abd-al-Màlik i el seu germà Bixr ibn Marwan (governador de l'Iraq amb seu a Kufa) li va encarregar participar en una campanya contra els kharigites al front de 5.000 milicians de Kufa, dirigits per l'omeia Khàlid ibn Abd-Al·lah ibn Khàlid ibn Assid (començament del 692); els kharigites, que s'havien acostat a Ahwaz, es van retirar després de vint dies de lluita.
Abd-ar-Rahman va anar després a Rayy d'on fou nomenat governador per Bixr ibn Marwan. Durant uns tres anys deixa de ser esmentat. El 694 al-Hajjaj ibn Yússuf, potser a causa de les queixes dels habitants del Hijaz, fou traslladat al govern d'Iraq, on acabava de morir Bixr ibn Marwan, el germà del califa. El govern que se li va donar no incloïa el Sistan (Sidjistan) ni el Khurasan però si el Jibal i Pèrsia, el que el convertia en el superior d'Abd-ar-Rahman. Al-Hajjaj va haver de combatre els kharigites azraquites i després de la seva victòria la seva jurisdicció fou ampliada al Khurasan i Sistan (697) delegant el govern de Khurasan en el general Abu-Saïd al-Muhàl·lab ibn Abi-Sufra (697-701). Al mateix temps a Mossul el cap kharigita Xabib ibn Yazid que tenia el suport dels Banu Xayban, feia incursions al territori entre Iraq i el Diyar Bakr i cap a l'interior de l'Iraq, i amb pocs homes va obtenir diverses victòries. Al-Hajjaj va cridar al general Abd-ar-Rahman des de Rayy i li va donar un exèrcit de 6000 cavallers, per combatre Xabib; Abd-ar-Rahman va seguir els consells del general Uthman ibn Said al-Djazal, que havia tingut ocasió de patir en carn pròpia l'habilitat de Xabib, i va fer una campanya amb molta precaució; com que la lluita s'allargava el governador de Madain Uthman ibn Katan es va queixar a al-Hajjaj i aquest va ordenar a Abd-ar-Rahman atacar, però fou derrotat pels kharigites que li van causar entre 720 i 1.120 baixes, fugint els que van sobreviure cap a Kufa on també va arribar el general derrotat però es va amagar fins que al-Hajjaj li va concedir l'aman (perdó). Les relacions dels dos homes devien ser bones, ja que Muhàmmad, fill d'al-Hajjaj, s'havia casat amb una germana d'Ibn al-Àixath, però progressivament es van deteriorar: Abd-ar-Rahman era molt orgullós, es titulava Nasir al-Muminin (Ajudant dels Creients) i es considerava destinat a crear un imperi de les tribus iemenites; al-Hajjaj cada cop en desconfiava més, i el caràcter d'aquest feia el futur imprevisible.
Al Sistan o Sidjistan, del que depenia el Kabulistan, el sobirà d'aquest territori esmentat com el Rutbil (probablement el Zunbil) resistia als musulmans; un dels sobirans va derrotar greument al governador delegat de Sistan, Ubayd-Al·lah ibn Abi-Bakra (698); per posar fi a la resistència i dominar tota la regió, al-Hajjaj va enviar des de Kirman (on suposadament havia estat enviat per castigar a un cap militar que no havia ajudat al governador de Sistan contra el Zunbil de Kabulistan) un gran exèrcit sota el comandament del general Abd-ar-Rahman ibn al-Àixath; pel seu magnífic equipament l'exèrcit fou conegut com l'«exèrcit dels galls d'indi» (jayx at-tawawis).
Ibn al-Àixath va arribar a Sistan el 699 i va posar les tropes locals sota el seu comandament; va envair Kabulistan establint guarnicions a les posicions que ocupava i un servei de correu entre aquestes; quan va arribar a les muntanyes va retornar a Bust deixant per la campanya del 700 una penetració més agosarada.
Però quan va informar a al-Hajjaj, aquest estava impacient i li va ordenar avançar ràpidament sota amenaça de ser substituït pel seu germà Ishaq, i li va escriure diverses cartes pressionant i injuriant-lo greument tractant-lo d'incapaç i tou, deixant entendre a més a més que no retiraria les tropes (a les que no agradava servir tan lluny) fins a la victòria. Ibn al-Àixath, que sabia que el conjunt de militars del seu exèrcit eren hostils a al-Hajjaj i a la guerra en aquells territoris llunyans, els va deixar decidir, i tots es van declarar per la revolta contra l'hegemonia siriana i de fet en darrer terme, contra el mateix califa. Coneguda la revolta milers d'homes es van unir a l'exèrcit rebel que va pujar a 100.000 soldats.
Ibn al-Àixath va oferir un pacte al zunbil de Kabul que aquest va acceptar immediatament (en cas de victòria de la rebel·lió el zunbil gaudiria d'avantatges, en cas de derrota hauria de donar asil a Ibn al-Àixath), i va avançar cap a Iraq. A la rodalia de Bàssora al-Hajjaj va quedar assetjat; va demanar ajut al califa que va enviar un exèrcit dirigit per dos dels seus fills. Els rebels van derrotar les forces d'al-Hajjaj prop de Tustar (24 o 25 de gener del 701); el governador derrotat es va retirar cap a Bàssora que aviat va abandonar i es va dirigir a al-Zawiya, entrant Ibn al-Àixath a Bàssora el divendres 15 de gener del 701. Tot seguit es va dirigir a Kufa amb els soldats natius de la ciutat deixant com a governador a Bàssora a l'haiximita Abd-ar-Rahman ibn Abbàs, però els ciutadans van acceptar l'aman ofert per al-Hajjaj i van expulsar la guarnició (l'aman va resultar ser una enganyifa ja que 11.000 persones van ser executades quan el governador va recuperar la ciutat) que es va retirar cap a Kufa on a la ciutadella encara resistia Matar ibn Najiya. Milers d'iraquians es van unir a Ibn al-Àixath.
Al-Hajjaj va deixar a Bàssora al seu cosí Ayyub al-Hàkam ibn Abi-Aqil i es va dirigir a Kufa (abril del 701) i va agafar posicions a Dayr Qurra mentre Ibn al-Àixath les agafava a Dayr al-Djamadjim (disposava aleshores d'uns 200.000 homes el doble almenys que el seu rival); durant un temps hi va haver xocs menors sent el més important el d'al-Zawiya. El califa va ordenar fer propostes de pau (a petició dels notables de Damasc) contra l'opinió d'al-Hajjaj i va proposar als rebels la deposició del governador, l'equiparació de sous dels militars iraquians amb els sirians i per Ibn al-Àixath el govern de qualsevol ciutat de l'Iraq, però els rebels van refusar aquestes propostes, contra l'opinió d'Ibn al-Àixath que les volia acceptar. Els enfrontaments menors van seguir uns mesos. Finalment es va lliurar la batalla de Dayr al-Djamadjim (setembre del 701) en què les forces d'Ibn al-Àixath, després de portar la iniciativa la major part del dia, al final es van desbandar; Ibn al-Àixath va fugir i va passar per Kufa on es va acomiadar de la família i va seguir cap a Bàssora. Al-Hajjaj va entrar a Kufa on va fer una matança entre els presoners i seguidors del general derrotat.
Els fidels d'Ibn al-Àixath encara dominaven algunes ciutat: Muhàmmad ibn Sad ibn Abi-Waqqàs havia ocupat Madain i el quraixita Ubayd-Al·lah ibn Samura havia reconquerit Bàssora. Al-Hajjaj al cap d'un mes es va posar en campanya contra aquestes restes dels rebels i després de 15 dies els va derrotar a Maskin a la vora del Dujayl, al Khuzistan (finals del 701). Ibn al-Àixath va fugir cap a Sistan perseguit per una columna del seu rival dirigida per Umara ibn at-Tamim. Una vegada a Sistan el seu àmil (governador militar) de Zaranj li va refusar l'entrada; el de Bust el va obrir però el va fer presoner; el zunbil de Kabul es va presentar i va obligar a l'àmil a deixar lliure el general, i complint la seva paraula se'l va emportar sota la seva protecció cap a Kabul.
Al Sistan van arribar seixanta mil refugiats que fugien de la repressió. Aquestos rebels van convidar Ibn al-Àixath a reprendre la lluita. El general d'al-Hajjaj, Umara, s'acostava i els refugiats creien que no podrien resistir i consideraven el millor retirar-se cap al Khurasan on reclutarien noves forces i es mantindrien fins a la mort del cap enemic o del califa. Quan un grup de dos mil homes manats per Ubayd-Al·lah ibn Samura es va passar a l'enemic, Ibn al-Àixath es va retirar dels combats al·legant la manca de concòrdia i es va refugiar altre cop amb el zunbil de Kabul. Els que no el van seguir van escollir com a cap a l'haiximita Abd-ar-Rahman ibn Abbas ibn Rabia ibn al-Harith ibn al-Muttalib (també esmentat com Abd-ar-Rahman ibn Ayash ibn Abi Rabia ibn al-Harith ibn Abd-al-Muttalib) però combatuts pel general Yazid ibn al-Muhàl·lab foren aplanats i els caps principals fets presoners i executats; van seguir execucions en massa ordenades per al-Hajjaj.
Durant un parell d'anys el governador iraquià va pressionar al zunbil per entregar al seu protegit i finalment aquest va cedir; es diu que abans de ser entregar Ibn al-Àixath fou mort pel mateix zunbil o va morir de malaltia i el seu cap fou enviat al governador, però el relat més repetit és que quan estava encadenat en el castell de Rukhkhadj per ser entregat es va tirar de dalt baix arrossegant a l'home que aguantava les seves cadenes (704).